# Let Me Love You like a Woman
Let Me Love You like a Woman è un singolo della cantante statunitense Lana Del Rey, pubblicato il 16 ottobre 2020 come primo estratto dal settimo album in studio Chemtrails over the Country Club. 
Il brano è stato scritto da Del Rey e Jack Antonoff, che si è anche occupato della produzione.

## Tracce
Testi e musiche di Lana Del Rey e Jack Antonoff.
1. Let Me Love You like a Woman – 3:20

## Formazione
Musicisti
- Lana Del Rey – voce
- Jack Antonoff – chitarra acustica, chitarra elettrica, slide guitar, pianoforte, Hammond B3, programmazione, basso, percussioni, batteria

Produzione
- Jack Antonoff – produzione, ingegneria del suono, missaggio
- Laura Sisk – ingegneria del suono, missaggio
- John Rooney – assistenza all'ingegneria del suono
- John Sher – assistenza all'ingegneria del suono
- Chris Gehringer – mastering
- Will Quinnell – assistenza al mastering

## Classifiche
| Classifica (2020) | Posizione massima |
| ----------------- | ----------------- |
| Belgio (Fiandre)  | 56                |
| Grecia            | 97                |
| Irlanda           | 60                |
| Portogallo        | 150               |
| Regno Unito       | 87                |
| Svezia            | 100               |
| Svizzera          | 85                |